# 斎藤誠治
斎藤 誠治（さいとう せいじ、1933年 - ）は栃木県宇都宮市出身の彫刻家、石彫作家。

## 経歴
1933年に栃木県宇都宮市に生まれる。東京芸術大学彫刻科に入学し、石井鶴三教室にて素描、彫像、木彫を学ぶ。1958年東京芸術大学専攻科で昭和の名工の一人である明石亀太郎に石彫を学ぶ。1960年大晦日に貨客船でアメリカに向かう。ブルックリン美術学校（ニューヨーク）に奨学金を得て入学し、イタリアの彫刻家オデリオ・ベッジに御影石による彫刻技法を学ぶ。全米彫刻協会の特別会員（Fellow of  NSS）、アート・スチューデンツ・リーグのインストラクターを務める。現在もニューヨーク、ブルックリンのスタジオにて制作を続けている。
作品の収蔵先は、栃木県立美術館、宇都宮美術館、根津美術館、アイザックデルガド美術館、ウイチタ美術館、サルサリーステイツ大学、大和証券USA、マガジンハウス、玉泉洞、ミツトヨ、ペプシコ、美ヶ原美術館、相模原中央病院、ニューヨークメソディスト病院など。ほか、個人コレクション多数。

## 年譜
- 1933年 - 栃木県宇都宮市中河原町に生まれる。幼少時代から絵を描くことに親しむ。宇都宮市立中央小学校から、県立宇都宮中学校、宇都宮高校に学び美術教諭武田久のもとで絵画に熱中しアートの世界に夢を抱く。
- 1954年〜1960年 - 東京芸大彫刻科石井鶴三教室に入り、素描、塑像、木彫を学ぶ。専攻科で新設石彫教室の明石亀太郎講師に学ぶ。
- 1958年 - 栃木県芸術祭美術展において、常陸太田産のマーブルで制作した作品“母"により、最優秀賞を受賞。
- 1961年 - ニューヨークに渡り、ブルックリンミュージアムアートスクールに特待生として在学7年、イタリアの石彫家オデリオ・ベッジ（BEGGI Odilio）に御影石の彫刻技法を学ぶ。ブルックリンメソディスト病院の支援を受けて等身大の母子坐像を制作。
- 1968年 - サマンサ画廊で初の個展を開きニューヨークデビューする。
- 1970年 - サマンサ画廊で再度個展。ペプシコ本社に、ミューズ（等身大マーブル、ペンシーブ（等身大ブロンズ）など5点の作品が買い上げられる。ナショナルスカルプチャーソサエティショーに"エロス"（マーブル）を初応募、入選し会員に推挙される。
- 1973年 - ナショナルアカデミーオブデザインのアニュアルショーで“ニンフ”（マーブル）受賞。栃木県立美術館に寄贈。
- 1974年〜1985年 - ブルックリンミュージアムアートスクールで不定期にインストラクターを勤める。
- 1975年 - WNBC-TVよりブルックリンミュージアムの屋外で1トン半のカナダ産の御影石を使って制作中の母子像がリポーター、ロバートポットによって紹介される。
- 1977年 - WNBC-TVよりベッディマッキー鋳造所での等身大の裸婦、リクライニングオンビーンバッグのブロンズ鋳造の模様が放映される。ロバートポット解説。
- 1979年 - マクミラン出版社の小学6年生のアート教科書に作家と作品が紹介される。
- 1980年 - 第1回高村光太郎大賞国際展に“思川”（等身大、ブロンズ）を発表、箱根彫刻の森。美ヶ原美術館所蔵。
- 1983年 - FIDEMインターナショナルショーに（イタリア・フローレンス）アメリカ代表の一員に選ばれてブロンズメダルの胎児を出展。
- 1986年 - 海外の現代日本美術展、52インターナショナルギャラリー、ニューヨーク。
- 1989年 - 第39回ニッカーボッカーアーティスト展、ニューヨーク。
- 1990年 - “宇都宮 美術の現代展”、ギャラリー西武、宇都宮。“今日の造形”展、栃木県立美術館、宇都宮。
- 1992年- 栃木ラジオ放送の対談に出演、インタビュアー川島正子。
- 1993年 - 1973年の春から彫り始めたカナダ産の御影石の母子像が完成しNSSの創立百周年記念展にノミネートされて公開される。アメリカズタワー、ニューヨーク。（現在栃木県立美術館で保管）
- 1996年 - サルスバリーステイト大学の現代彫刻展に招待出品“ナッピング“（マーブル）同大学のコレクションとなる。
- 1998年 - 国吉康雄に続く2人目の、彫刻では日本人として初のアートスチューデンツリーグオブニューヨークのインストラクターに推挙される。
- 1998年 - アートスチュデンツリーグのインストラクターショーに新作の発表を続ける。
- 1999年 - 日本人、日系人アーティスト美術展に新作の発表を続ける。日系人会主催、ニューヨーク。
- 2002年 - 宇都宮高校同窓の白竜会より"母子像"(ブロンズ)が母校に寄贈される。
- 2004年 - “ディスタンス”栃木県出身作家の現在展（フローティング、ブロンズ、宇都宮美術館所蔵）
- 2004年 - “スプリング”（ブロンズ）71回ナショナルスカルプチャーソサエティーショーで銅賞受賞。宇都宮美術館所蔵。
- 2007年 - “フローティング”（マーブル）73回ナショナルスカルプチャーソサエティーショーで銀賞受賞。
- 2013年 - 宇都宮美術館で佐伯留守夫、篠崎明雄とともに宇都宮が産んだ彫刻家3人展として、"彫刻のちから”展が開催される。斎藤の作品は、1962年から2010年までのブロンズ・木彫・石彫作品の40展以上が展示された。このうちの代表作’’ベルオブロマン”（大理石）は、受賞作“スプリング”（ブロンズ）と共に斎藤に学んだ吉野美奈子がモデルを務めた。

## 受賞歴
- 1958年‐栃木県芸術祭美術展（栃木会館）最優秀賞受賞
- 1973年‐National Academy of Designの"Certificate of Merit"受賞
- 1980年‐第一回高村光太郎大賞展　佳作賞受賞『思川-The River Passing』